# Alexandre Sabalin
Alexandre Sabalin (né le 23 juin 1981 à Chișinău,) est un coureur cycliste moldave, actif dans les années 1990 et 2000.

## Biographie
En 1999, Alexandre Sabalin se classe huitième du contre-la-montre et onzième de la course en ligne aux championnats du monde juniors (moins de 19 ans). Il s'impose également sur les Tre Ciclistica Bresciana. L'année suivante, il représente la Moldavie lors des championnats d'Europe et des championnats du monde espoirs (moins de 23 ans). Il court par ailleurs au niveau amateur en Italie avec le club Gavardo Tecmor.
En 2001, il participe de nouveau aux championnats du monde, mais chez les élites. Il évolue ensuite en France à partir de 2002 en intégrant le VC Beauvais Oise. Durant cette saison, il s'impose sur le Tour de Roumanie. Deux ans plus tard, il rejoint le VC La Pomme Marseille. Sous ses nouvelles couleurs, il s'illustre chez les amateurs en remportant le Tour de Franche-Comté et une étape de la Cinturó de l'Empordà. Il s'impose aussi sur le Tour Alsace en 2005. 
Lors de la saison 2006, il termine troisième de Paris-Mantes-en-Yvelines et quatrième de la Tropicale Amissa Bongo. Il fait cependant l'objet d'un contrôle positif à la strychnine sur la Flèche du Sud, le 26 mai. Après ce résultat, l'UCI le suspend pour une durée d'un an. Il ne reprendra jamais la compétition. 

## Palmarès
| - 1999 - Tre Ciclistica Bresciana - 8e du championnat du monde du contre-la-montre juniors - 2001 - 3e du Tour de Roumanie - 2002 - Tour de Roumanie - 3e du Grand Prix de Nogent-sur-Oise - 3e de Paris-Évreux - 2004 - Tour de Franche-Comté - 1re étape de la Cinturó de l'Empordà - 3e du Gran Premio Área Metropolitana de Vigo | - 2005 - La Durtorccha - Tour Alsace : - Classement général - 2e étape - 2e du Grand Prix Souvenir Jean-Masse - 3e de la Boucle de l'Artois - 2006 - 2e du Trofeo Papà Cervi - 3e de Paris-Mantes-en-Yvelines |

## Classements mondiaux
| Année           | 2005 | 2006 |
| --------------- | ---- | ---- |
| UCI Europe Tour | 692e | 723e |
| UCI Africa Tour |      | 74e  |